# 小行星8848
小行星8848（英語：8848）是一颗围绕太阳公转的小行星。1990年11月12日，上田清二、金田宏在钏路市发现了此天体。
这颗小行星的绝对星等为349.2687780741917等。